# Leźnica Wielka-Osiedle
Leźnica Wielka-Osiedle est une localité polonaise de la gmina de Parzęczew, située dans le powiat de Zgierz en voïvodie de Łódź.